# گاروینا
گاروینا (به صربی: Garevina) یک منطقهٔ مسکونی در صربستان است که در الکساندراواک واقع شده‌است. گاروینا ۴۲۱ نفر جمعیت دارد.